# Мерлін (роман)
«Мерлін» (фр. Merlin) - лицарський роман Робера де Борона.
Від роману збереглася лише невелика частина, і тому зміст відновлюється за численними прозовими переказами.
У романі розповідається про народження чудової дитини, якого сили зла хочуть зробити своїм знаряддям. Проте втручання божої благодаті (за посередництвом якоїсь святої людини Блеза) робить з дитини доброго християнина. Юний Мерлін зберігає дар провидіння майбутнього і здатність творити чудеса, але направляє ці свої можливості на благі справи. Він стає вірним помічником і порадником Утера Пендраґона, споруджує для нього чудовий Круглий Стіл і сприяє піднесенню Артура. Ця книга, що з'єднує цікавість кельтської фантастики з релігійними ідеями, була дуже популярна, часто переписувалася (її прозаїчна версія) і викликала численні продовження - також у прозі.